# Tmarus pleuronotatus
Tmarus pleuronotatus är en spindelart som beskrevs av Cândido Firmino de Mello-Leitão 1941. 
Tmarus pleuronotatus ingår i släktet Tmarus och familjen krabbspindlar. Inga underarter finns listade i Catalogue of Life.